# Roeselia pacifica
Roeselia pacifica är en fjärilsart som beskrevs av Inoue 1958. Roeselia pacifica ingår i släktet Roeselia och familjen trågspinnare. Inga underarter finns listade.